# Нагаев, Анвар Хасанович
Анвар Хасанович Нагаев (тат. Әнвәр Хәсән улы Нагаев; 28 января 1922, Астрахань — 11 декабря 2002, Казань) — татарский советский театральный художник. Народный художник Татарской АССР (1970), заслуженный деятель искусств Татарской АССР (1957).

## Биография
Участник Великой Отечественной войны.
До 1950 года обучался в Казанском художественном училище, под руководством П. Т. Сперанского (1891—1964), одного из основоположников и крупнейших мастеров театрально-декорационного искусства Советской Татарии.
В 1946—1954 гг. — художник-исполнитель. С 1950 по 1982 год — художник Татарского театра оперы и балета им. Мусы Джалиля. В 1964—1982 годы — главный художник театра оперы и балета им. Мусы Джалиля (Казань).
Скончался 11 декабря 2002 года в Казани

## Творчество
Оформил декорации и костюмы к спектаклям:
- «Иоланта» П. И. Чайковского (1952),
- «Ильдар» Н. Жиганова (1954),
- «Чио-Чио-сан» Джакомо Пуччини (1955),
- «Севильский цирюльник» Дж. Россини (1956);
- «Джалиль» Н. Жиганова (1957),
- «Самат» Х. Валиуллина (1957)
- «Чародейка» Чайковского (1958),
- «Паяцы» Р. Леонкавалло (1958);
- «Русалка» А. Даргомыжского (1959),
- «Горная быль» А. Ключарёва (1959),
- «Тропою грома» Кара Караева (1959),
- «Раушан» З. Хабибуллина (1960),
- «Шурале» Ф. Яруллина
- «Иван Сусанин» М. Глинки (1968) и др.

Написал эскизы декораций к ряду спектаклей Татарского театра им. Г. Камала (Казань).

## Награды
- Орден Трудового Красного Знамени
- Заслуженный деятель искусств Татарской АССР (1957)
- Народный художник Татарской АССР (1970)